# Nora Twomey

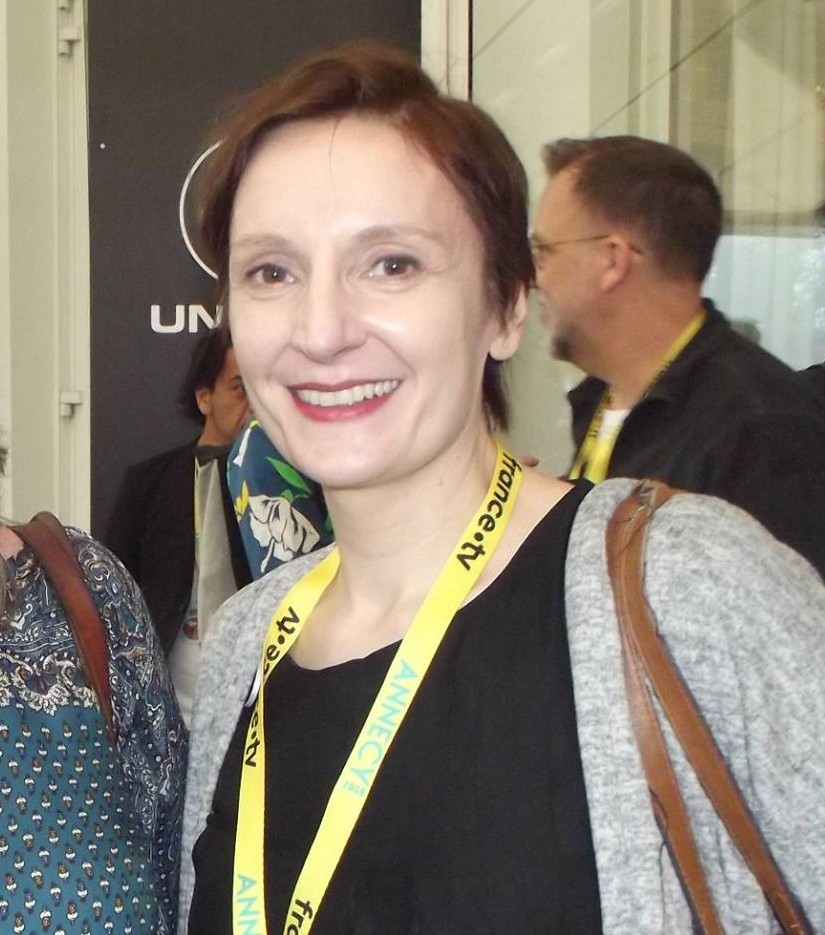
Nora Twomey, 2018

Nora Twomey (* 31. Oktober 1971 in Cork, County Cork, Munster) ist eine irische Filmregisseurin, Filmproduzentin und Animatorin.

## Karriere
Twomey begann im Jahr 2002 als Produzentin zu arbeiten und war für den Kurzfilm From Darkness verantwortlich. Bei diesem Film war sie zusätzlich für die Animationen zuständig und gab ihr Regiedebüt.
Im Anschluss wurden weitere Filme mit ihrer Beteiligung veröffentlicht wie zum Beispiel Das Geheimnis von Kells, wofür sie zusammen mit Tomm Moore auf dem Festival d’Animation Annecy den „Audience Award“ erhielt. 2015 wirkte sie als kreative Produzentin bei der irischen Fernsehserie Puffy Rock für 39 Episoden mit. Für ihre Beteiligung an dem Animationsfilm The Breadwinner erhielt sie zahlreiche Nominierungen unter anderem bei den Annie Awards, bei der Oscarverleihung 2018 in der Kategorie „Bester Animationsfilm“.

## Filmografie (Auswahl)
- 2002: From Darkness
- 2003: Die Könige aus dem Morgenland (Los reyes magos)
- 2004: Cúilín Dualach (Kurzfilm)
- 2009: Das Geheimnis von Kells (The Secret of Kells)
- 2015: Oonas und Babas Insel (Fernsehserie, 39 Episoden)
- 2017: Der Brotverdiener (The Breadwinner)
- 2020: Wolfwalkers
- 2020: Dorg Van Dango (Fernsehserie)